# Rizzoma
Rizzoma est un service de communication et de collaboration en ligne se substituant au logiciel libre sur lequel il opère pour fournir des services de courrier électronique, de messagerie instantanée, de wiki et de réseautage social, le tout associé à de nombreuses autres possibilités développées par des éditeurs tiers.

## Caractéristiques
Rizzoma fonctionne en grande partie comme le courrier électronique, mais au lieu de stocker ces messages dans les boîtes de réception de chaque utilisateur, les documents (dénommés « rhizomes ») qui contiennent l'ensemble des messages multimédias (dénommés « blips ») sont perpétuellement stockés sur un serveur central permettant des modifications instantanées et simultanées. Les rhizomes sont partagés par l'ensemble des participants ou collaborateurs qui peuvent être ajoutés ou retirés du rhizome à tout moment ; tous sont informés en temps réel des modifications comme des réponses.
La possibilité de modifier un rhizome à n'importe quel endroit offre aux utilisateurs la possibilité de créer des documents en collaboration, tout comme les wikis tout en contextualisant progressivement chaque nouvelle information. Les rhizomes peuvent contenir des liens vers d'autres rhizomes ou vers des blips spécifiques au sein d'une même rhizome ou d'un autre rhizome. Un rhizome peut être lu et connu d'un seul participant (prises de notes), d'un petit groupe, ou de plusieurs centaines de participants. Les rhizomes peuvent également être publiques : ils sont alors accessibles référencés par les moteurs de recherche et sont accessibles à tous en lecture seule, ou en lecture et écriture aux titulaires d'un compte Google ou d'un compte Facebook.
Enfin Rizzoma permet de transformer automatiquement les rhizomes de discussion en carte heuristique,.

## Origine du service
Rizzoma est devenu possible avec l'annonce de clôture du service Google Wave et la mise à disposition de son code source dans le projet Wave in a Box (WiaB). L'équipe au cœur de Rizzoma s'est isolée plusieurs semaines en Ukraine afin d'étudier la possibilité de reprendre et améliorer cette technologie pour finir par lancer officiellement son service le 1er février 2012 en même temps que la fermeture de Wave. Rizzoma est considéré comme le meilleur successeur de la technologie wave,, et compatible avec le protocole Apache Wave.
« Notre équipe adorait Wave. Nous l'utilisions pour le travail ou juste pour avoir des conversations marrantes. Il n'était pas question de revenir à l'e-mail. Quand Google a décidé d'arrêter le projet, nous n'avions qu'un objectif : ressusciter cette grande idée et poursuivre son développement. En ce moment, le projet est lancé et connaît un bon succès avec plus de 3 000 utilisateurs actifs. (22 juillet 2012) » témoigne Daniil Kravtsov, concepteur de Rizzoma.

## Concurrents
- Apache Wave/Wave in a Box
- Wiab.pro
- Kune (en)
- Co-meeting
- Novell Vibe (en)